# Drosophila neomitra
Drosophila neomitra este o specie de muște din genul Drosophila, familia Drosophilidae, descrisă de Chassagnard și Tsacas în anul 1997.
Este endemică în Malawi. Conform Catalogue of Life specia Drosophila neomitra nu are subspecii cunoscute.